# 呂慰曾
呂慰曾（?—?），河南省彰德府林縣人，清朝政治人物、同進士出身。
光緒十七年（1891年）辛卯科河南鄉試第一名舉人（解元）。光緒二十四年（1898年），参加光緒戊戌科殿試，登進士三甲5名。同年五月，授内阁中书。

### 書目
- （清）法式善等，《清秘述聞三種》，中華書局，清代史料筆記叢刊，ISBN：ISBN 7101017428。
- 《大清德宗同天崇运大中至正经文纬武仁孝睿智端俭宽勤景皇帝实录》